# The Spirit of Christmas
A The Spirit of Christmas (szó szerinti fordításban „A karácsony szelleme”) két különböző animációs rövidfilm elnevezése, melyeket Trey Parker és Matt Stone készített. Ez a két rövidfilm volt az előzménye a South Park című nagy sikerű rajzfilmsorozatnak. Hogy megkülönböztessék őket, a két részre gyakran úgy utalnak, mint Jesus vs. Frosty (1992) és Jesus vs. Santa (1995).

## Jesus vs. Frosty
Trey Parker és Matt Stone (akik akkor még mindketten főiskolások voltak) 1992-ben készítette el a Jesus vs. Frosty-t. A rajzfilmhez csak papírkivágásokat, ragasztót és egy régi kamerát használtak. Az első vetítés 1992 decemberében volt. A rövidfilmben négy fiú szerepelt, akik rendkívül hasonlítanak a későbbi főszereplőkre. Köztük van egy Cartmanre emlékeztető fiú, akire „Kenny” néven utalnak, egy kapucnis gyerek, aki Kenny-re hasonlít, valamint két névtelen szereplő, akik Stanre és Kyle-ra emlékeztetnek.
A történetben a négy fiú hóembert épít, majd egy varázskalappal életre keltik azt. Azonban hamar kiderül, hogy a hóember, Frosty rendkívül gonosz és őrült. Frosty a csápjaival megöli a Cartmanre hasonlító szereplőt, ekkor hallatszik el először a híres mondat – „Oh my God! Frosty killed Kenny!” („Úristen! Frosty megölte Kenny-t”) – az egyik névtelen karakter szájából. A gyerekek segítséget kérnek a Mikulástól, azonban kiderül, hogy ő valójában a hóember álruhában és megöli a kapucnis fiút is. A két életben maradt gyerek elmenekül és segítséget kér a csecsemő Jézustól. Jézus a glóriájával kettévágja a varázskalapot és megöli Frosty-t. A gyerekek rádöbbennek, hogy a karácsony valódi értéke az ajándékokban rejlik, ezért gyorsan hazamennek, hogy kibonthassák az ajándékaikat.

## Jesus vs. Santa
1995-ben Brian Graden, a Fox vezetője megnézte a rövidfilmet, ezután 2000 dollárt fizetett Parkernek és Stone-nak azért, hogy csináljanak még egy rajzfilmet, melyet karácsonyi üdvözlőlapként továbbküldhet – ekkor készült el a Jesus vs. Santa. Ez a változat már sokkal inkább emlékeztetett a South Park-ra és a szereplők, Stan, Kyle, Cartman és Kenny külsejét is jobban kidolgozták. Először utalnak arra, hogy Kyle zsidó vallású. Az egyik jelenetben egy Wendy-re emlékeztető lány is feltűnik, aki a Mikulás ölében ül. A rajzfilm 750 dollárból készült.
A cselekmény jelentősen eltér az előző rövidfilmétől. Jézus a földre száll és találkozik a gyerekekkel. Megkéri őket, hogy kísérjék el a bevásárlóközponthoz, ahol találkozhat a Mikulással. Kiderül, hogy dühös rá, mert szerinte a Mikulás ajándékai miatt karácsonykor háttérbe szorul az ő születésének az emléke. Harcolni kezdenek és ezalatt véletlenül több nézelődőt is megölnek (köztük Kenny-t). Jézus lefogja a Mikulást és megkéri a fiúkat, hogy segítsenek neki a küzdelemben. Stan elgondolkodik, hogy ebben a helyzetben mit tenne az amerikai műkorcsolyázó, Brian Boitano. Ő hirtelen megjelenik és elmondja, hogy a karácsony elsősorban a jóságról szól. A küzdő felek kibékülnek, a fiúk pedig ismét belátják, hogy a karácsony valódi értékét az ajándékok adják.
1995 decemberében a készítők a videót először nyolcvan barátjuknak küldték el (egyikük állítólag George Clooney volt). Néhány hónap múlva azonban a Comedy Central az interneten rátalált egy kalózmásolatra, amely felkeltette a csatorna érdeklődését. Ezután szerződést kötöttek a két készítővel a South Park elkészítésére. Az első részt 1997. augusztus 13-án sugározták az Amerikai Egyesült Államokban.
1997-ben a Jesus vs. Santa elnyerte a Los Angeles Film Critics Association legjobb animációért járó díját.

## Érdekességek
- Mivel eredetileg nem szándékozták levetíteni, a rövidfilmet nem cenzúrázták. A szereplők sűrűn használják a „fuck” és a „shit” szavakat, melyeket amúgy rendszerint cenzúráznak.
- A Brian Boitano-motívum visszatér az egész estés South Park filmben is. A filmben Boitano helyett Brian Dennehy színész karikatúrája jött csak el, de ugyanazokkal a szavakkal köszönt (Someone say my name?) és búcsúzott (Bye!). Az eredeti angol nyelvű változatban mindkettőjüket Trey Parker szólaltatja meg.

## Első megjelenések
Eric Cartman, Kyle Broflovski, Kenny McCormick, Stan Marsh, Wendy Testaburger és Jézus.

## Kenny halála
- Jesus vs. Frosty – a Cartmanre emlékeztető fiút („Kenny-t”) Frosty az egyik csápjával elkapja, majd a földhöz vágja. A Kenny-re hasonlító kapucnis srác is hasonló módon hal meg.
- Jesus vs. Santa – Kenny-t a Mikulás csonkítja meg a harc hevében. A feje elrepül és ledönt egy szobrot, amely ráesik néhány közelben lévő gyerekre.